# Liste der Kulturdenkmale in Harzgerode

Wappen von Harzgerode

Die Liste der Kulturdenkmale in Harzgerode listet die laut Denkmalgesetz Sachsen-Anhalt als Kulturdenkmal eingestuften Bauwerke auf. Grundlage ist das Denkmalverzeichnis mit Stand vom 31. Dezember 2022. Die Liste ist dabei nach den Ortsteilen gegliedert.

## Kulturdenkmale nach Ortsteilen

### Harzgerode
| Lage | Bezeichnung                                          | Beschreibung | Erfassungs- nummer | Ausweisungsart               | Bild                                  |
| --- | ---------------------------------------------------- | --- | ------------------ | ---------------------------- | ------------------------------------- |
| verschiedene Flurstücke entlang der Bahntrasse | Eisenbahnanlage                                      | Eisenbahnanlage | 107 25043 002      | Teilobjekt eines Baudenkmals |                                       |
| Allee 1 (Karte) | Wohnhaus                                             | Wohnhaus in Ziegelbauweise mit Fachwerkgiebeln und Zweckhaus, Fachwechsel und Dekorationen aus der Bauzeit | 094 84531          | Baudenkmal                   | Wohnhaus                              |
| Am Ehrenberg 28 (Karte) | Bergarbeiterhaus                                     | Bergarbeiterhaus, eineinhalbgeschossig, Fachwerkweise, verputzt an den Langseiten | 094 50061          | Baudenkmal                   | Bergarbeiterhaus                      |
| Augustenstraße 1–55 (Karte) | Straßenzug                                           | Straßenzug, Bergleutesiedlung | 094 50062          | Denkmalbereich               | Straßenzug                            |
| Augustenstraße 1 (Karte) | Wohnhaus                                             | Wohnhaus, Fachwerkbauweise, Fassade mit Zierausmauerung und profilierter Stockschwelle | 094 84712          | Baudenkmal                   | Wohnhaus                              |
| Augustenstraße 20 (Karte) | Hospital                                             | Georgenhospital, massives Untergeschoss, vermuteter Neubau aus der 2. Hälfte des 18. Jahrhunderts, im 19. Jahrhundert mit Verbretterung versehen | 094 84532          | Baudenkmal                   | Hospital                              |
| Augustenstraße 25 (Karte) | Wohnhaus                                             | Wohnhaus, Fachwerkbau mit Fußbändern, Aufteilung am Oberstock, Fassung an der Stockschwelle, gerundete Balkenköpfe, Füllhölzer | 094 84714          | Baudenkmal                   | Wohnhaus                              |
| Augustenstraße 53 (Karte) | Wohnhaus                                             | Wohnhaus, Fachwerkhaus aus dem Anfangszeit der Vorstadt | 094 84710          | Baudenkmal                   | Wohnhaus                              |
| Augustenstraße (Karte) | Friedhof Harzgerode                                  | Friedhof in räumlicher Beziehung zum Georgenhospital mit Baumalleen und Wegesystem. Zentral gelegene Feuerhalle im Historismus und Jugendstil, daneben Kriegerdenkmal | 094 84711          | Baudenkmal                   | Friedhof Harzgerode                   |
| Augustenstraße | Feierhalle                                           | Feierhalle | 094 84711 001      | Teilobjekt eines Baudenkmals |                                       |
| Badergasse, Braugasse, Grabenweg, Kirchstraße, Marktplatz, Mittelstraße, Münzstraße, Oberstraße, Schloßberg, Schloßplatz, Schloßstraße, Schulstraße, Unterstraße, Wallstraße (Karte) | Altstadt                                             | entstand um die Klosterpropstei Hagenrode, 1338 als civitas in Erscheinung getreten, Stadtmauerreste vorhanden, Markt mit Rathaus, Amtsgericht, Pfarrkirche, Schule und andere Gebäude. Bebauung vor allem aus dem 17. und 18. Jahrhundert | 094 84541          | Denkmalbereich               | Altstadt                              |
| Bahnhof 1-2 (Karte) | Bahnhof                                              | Bahnhof an den Harzer Schmalspurbahnen mit massivem Untergeschoss und Fachwerkoberstock | 107 15046          | Baudenkmal                   | Weitere Bilder                        |
| Bergstadt 1–31 (Karte) |                                                      | Vorstadt, nach Beginn der Silbergewinnung errichtet, Fachwerk- und Putzbauten, heute meist Neubauten des 19. und 20. Jahrhunderts vorhanden | 094 84533          | Denkmalbereich               |                                       |
| Bergstadt 2 (Karte) | Wohnhaus                                             | Wohnhaus in Fachwerkbauweise, 1920er Jahre überformt | 094 84534          | Baudenkmal                   | Wohnhaus                              |
| Bergstadt 3 (Karte) | Wohnhaus                                             | Wohnhaus, zweistöckig, nachträglich verbrettert, gerundete Balkenköpfe, Füllhölzer | 094 84535          | Baudenkmal                   | Wohnhaus                              |
| Bergstadt 6 (Karte) | Wohnhaus                                             | ältestes erhaltenes Gebäude der Siedlung, Fachwerkformen, mit Bohlen verbrettert, profilierte Füllhölzer und Balkenköpfe | 094 84536          | Baudenkmal                   | Wohnhaus                              |
| Bergstadt 18 (Karte) | Wohnhaus                                             | Wohnhaus „Villa Herzfeld“, villenartig, Standerker, Giebelhaus, Arkaden, Strukturputz an den Giebeln. 1904 für Max Herzfeld, Prokurist der Eisenwerke L. Meyer, erbaut und nach 2010 saniert. | 094 84537          | Baudenkmal                   | Wohnhaus                              |
| Bergstadt 27 (Karte) | Villa                                                | Villa, errichtet von Baufirma Bosse, historische Erscheinung mit spätgotischen und Renaissancezitaten, ausgebautes Giebelgeschoss und Veranda | 094 84538          | Baudenkmal                   | Villa                                 |
| Bergstadt 28 (Karte) | Villa                                                | Villa, erbaut vom Maurermeister Bosse, Ziegelrohbau mit Fachwerkanteilen an Zwerchhaus und Drempel | 094 84539          | Baudenkmal                   | Villa                                 |
| Bergstadt 31 (Karte) | Wohnhaus                                             | Wohnhaus, Fachwerkbau vom Bauunternehmer Bosse, klassizistische Gestaltung mit Betonung der Holzkonstruktion | 094 84540          | Baudenkmal                   | Wohnhaus                              |
| Braugasse 1 (Karte) | Wohnhaus                                             | Wohnhaus, auf die Stadtmauer gebaut, Fachwerkgebäude, gekuppelte Fenster | 094 84543          | Baudenkmal                   | Wohnhaus                              |
| Braugasse 2 (Karte) | Tagelöhnerhaus                                       | zusammen mit Braugasse 1 gebaut, Tagelöhnerhaus mit Wirtschaftsteil, an die Stadtmauer angelehnt | 094 84544          | Baudenkmal                   | Tagelöhnerhaus                        |
| Koordinaten fehlen! Hilf mit. | Stadtbefestigung                                     | zwei bis drei Meter hohe Stadtmauer aus Schiefer, ehemals vier Stadttore, Wall- und Grabenbereich |                    |                              | Stadtbefestigung                      |
| Brunnenstraße 12–20 (Karte) | Straßenzeile                                         | Straßenzeile, traufständige Wohnhäuser mit Giebeln und Dachfirsten, vor allem aufgrund der Dachlandschaft besonders | 094 84546          | Denkmalbereich               | Straßenzeile                          |
| Ehrenbergstraße 2 (Karte) | Wohnhaus                                             | eines der ältesten erhaltenen Fachwerkhäuser der Vorstadt, mit Halbem Mann, gerundeten Balkenköpfen, Füllhölzern | 094 50016          | Baudenkmal                   | Wohnhaus                              |
| Ehrenbergstraße (Karte) | Neuer Wasserturm                                     | Wasserturm als Ersatz des Vorgängerbaus von 1906 in unmittelbarer Nähe errichtet, bruchsteinsichtige Fassade | 094 84547          | Baudenkmal                   | Neuer Wasserturm                      |
| Förstereiweg 1 (Karte) | Revierförsterei                                      | Revierförsterei, einstöckiger Fachwerkbau, verbretterter Giebel, steiles Satteldach | 094 84548          | Baudenkmal                   | Revierförsterei                       |
| Forstpark 1 (Karte) | Oberförsterei                                        | Oberförsterei, Landhausstil mit Eingangsvorbau, Giebelerker und Schopfwahn | 094 84549          | Baudenkmal                   | Oberförsterei                         |
| Kirchstraße 1 (Karte) | Wohnhaus                                             | Wohnhaus, lang gestreckt, schmuckloses Fachwerkhaus, Ausfachung in Lehm, Lehmziegel und Backstein | 094 84542          | Baudenkmal                   | Wohnhaus                              |
| Kirchstraße 2 (Karte) | Ackerbürgerhof                                       | Ackerbürgerhof, Hofkomplex, Torscheune in der Schlossstraße, Fachwerkbau von 1900, Wohnhaus mit Fachwerk-Oberstock Ende 19. Jahrhundert | 094 50073          | Baudenkmal                   | Ackerbürgerhof                        |
| Marktplatz 1 (Karte) | Rathaus                                              | Rathaus, dritter Bau an dieser Stelle, Vorgängerbau von 1639, zweiflügeliger Neubau mit spätmittelalterlicher, Renaissance- und barocker Architektur, Oberstock in Fachwerk | 094 84551          | Baudenkmal                   | Rathaus                               |
| Marktplatz 4 (Karte) | Wohnhaus                                             | Wohnhaus, Fachwerkbau, rückseitig Reste einer Schwarzen Küche sowie Halber Mann | 094 84552          | Baudenkmal                   | Wohnhaus                              |
| Marktplatz 5 (Karte) | Bergfaktorei                                         | Wohn- und Verwaltungsgebäude, zeitweiliger Sitz des Bergamtes und der Bergfaktorei, Fachwerkhaus | 094 84553          | Baudenkmal                   | Bergfaktorei                          |
| Marktplatz 6 (Karte) | Pfarrhaus                                            | Pfarrhaus am historischen Standort, Mitte 19. Jahrhundert, überform, klassizistische Eingangstür, Fassadenerneuerung | 094 84554          | Baudenkmal                   | Pfarrhaus                             |
| Marktplatz 7 (Karte) | Amtsgericht                                          | Gerichtsgebäude, Gefängnis und alter Einfriedung | 094 84555          | Baudenkmal                   | Amtsgericht                           |
| Marktplatz 8 (Karte) | Röderscher Sattelhof                                 | Freihof, Wohnfachwerkhaus, reich verziert mit Elementen des 16. und 17. Jahrhunderts | 094 84754          | Baudenkmal                   | Röderscher Sattelhof                  |
| Mittelstraße 1 (Karte) | Wohnhaus                                             | Wohnhaus, Fachwerkhaus, zweistöckig | 094 84755          | Baudenkmal                   | Wohnhaus                              |
| Mittelstraße 10 (Karte) | Wohnhaus                                             | Wohnhaus in Fachwerkweise im Oberstock | 094 84756          | Baudenkmal                   | Wohnhaus                              |
| Mittelstraße 14 (Karte) | Ackerbürgerhaus                                      | Ackerbürgerhaus, langgestreckt, Torfahrt, Fachwerkhaus verputzt | 094 84757          | Baudenkmal                   | Ackerbürgerhaus                       |
| Mittelstraße (Karte) | Sankt Marien                                         | östlich von Markt und Schloss gelegen. Datierung vom Turm, Langhaus mehrfach verändert, insbesondere nach den Stadtbränden 1635 und 1666, 1697–99 innere Neugestaltung zur Residenzkirche mit Fürstenloge und Empore durch Fürst Wilhelm von Anhalt-Harzgerode; Sakristei Ende 19. Jahrhundert angefügt; Brüstungsfelder der Empore mit Bemalung, Kanzel und Fürstenbildnisse; Orgel aus zweitem Drittel des 19. Jahrhunderts | 094 50018          | Baudenkmal                   | Weitere Bilder                        |
| Münzstraße 1 (Karte) | Wohnhaus                                             | Wohnhaus mit überformten Untergeschoss, Fachwerkbau mit Gurtprofil und Zierausmauerung | 094 50020          | Baudenkmal                   | Wohnhaus                              |
| Münzstraße 8 (Karte) | Alte Münze                                           | Münze als Standort des Münzmeisters seit dem 16. Jahrhundert belegt. Auf Stadtmauer mit gewölbtem Untergeschoss, Fachwerk im Oberstock aus von 1700, Fachwerkanbauten | 094 50063          | Baudenkmal                   | Alte Münze                            |
| Münzstraße 13 (Karte) | Stadthaus                                            | Stadthaus mit klassizistischer Fassadensymmetrie und Kubatur. Eingang eingezogen, Tür und Fenster teilweise original erhalten | 094 50074          | Baudenkmal                   | Stadthaus                             |
| Neue Straße (L 242) Ortsausgang Richtung Alexisbad, linke Seite (Karte) | Jüdischer Friedhof                                   | westlich der Altstadt, wenige Grabsteine und Einfassungen sowie Gedenkstein erhalten geblieben | 094 50059          | Baudenkmal                   | Weitere Bilder                        |
| Oberstraße 2 (Karte) | Wohnhaus                                             | Wohnhaus nach dem Stadtbrand von 1817 erbaut, verputzter Fachwerkbau mit sieben Achsen | 094 84759          | Baudenkmal                   | Wohnhaus                              |
| Oberstraße 3 (Karte) | Wohnhaus                                             | Wohnhaus nach dem Stadtbrand von 1817 erbaut, überformter Putzbau mit zweiläufiger Freitreppe mit Kunstgussbrüstung | 094 84760          | Baudenkmal                   | Wohnhaus                              |
| Oberstraße 4 (Karte) | Wohnhaus                                             | Wohnhaus nach dem Stadtbrand von 1817 erbaut, Bürgerhaus mit fünf Achsen, Eingangstür mit radförmigen Oberlicht, Freitreppen aus dem Anfang 19. Jahrhundert | 094 84761          | Baudenkmal                   | Wohnhaus                              |
| Oberstraße 7 (Karte) | Wohnhaus                                             | Wohnhaus als verputzter Fachwerkbau mit Stockschwelle, nach Westen hin ein Seitenflügel | 094 84762          | Baudenkmal                   | Wohnhaus                              |
| Oberstraße 10 (Karte) | Ackerbürgerhof                                       | Ackerbürgerhof, Wohnhaus zweistöckiger verputzter Fachwerkbau mit Ladeneinbau, Schriftzug und Dekorationen des 20. Jahrhunderts, Wirtschaftsgebäude (hofseitig) teilweise bruchsteinartig oder verbrettert | 094 84763          | Baudenkmal                   | Ackerbürgerhof                        |
| Oberstraße 14 (Karte) | Ackerbürgerhof                                       | Ackerbürgerhof, verputzter Fachwerkbau, im Hofflügel mit Galerie | 094 84764          | Baudenkmal                   | Ackerbürgerhof                        |
| Oberstraße 15 (Karte) | Ackerbürgerhof                                       | verputzter Fachwerkbau als Ackerbürgerhof, unmittelbar an das Rathaus angrenzend, Hofflügel mit massivem Küchenteil (Grude) | 094 84765          | Baudenkmal                   | Ackerbürgerhof                        |
| Oberstraße 16 (Karte) | Hotel Weißes Roß                                     | Gasthof Weisses Ross aus einem Fachwerkwohnhaus errichtet, Krüppelwalmdach und klassizistische Putzgliederung aus der 1. Hälfte des 19. Jahrhunderts, Wirtschaftsflügel aus gleicher Zeit | 094 84766          | Baudenkmal                   | Hotel Weißes Roß                      |
| Oberstraße 26 (Karte) | Brauerei                                             | Brauerei, Sudhaus als Massivbau sowie historisches Brauinventar des 19. Jahrhunderts, Kellergewölbe erhalten; Brauhausstandort seit 1635 belegt | 094 84545          | Baudenkmal                   | Brauerei                              |
| Rödelbachtal (Karte) | Rieschengraben                                       | Graben | 107 25034          | Baudenkmal                   | BW                                    |
| Schlossberg 2 (Karte) | Wolfshof                                             | Bürgerhof, Fachwerkbau mit profilierter Schwelle | 094 50066          | Baudenkmal                   | Wolfshof                              |
| Schlossberg 3 (Karte) | Schloss                                              | Schloss des Fürsten von Anhalt-Bernburg-Harzgerode, Ersterwähnung 14. Jahrhundert, 1549–52 als Vierflügelanlage neugebaut, Teile davon 1775 abgetragen. Erhalten geblieben sind unter anderem der Nordwestturm, Sandsteinrelief am Ostflügel, Reste von Wandmalereien des 17. Jahrhunderts, Balkendecken und Fußböden | 094 50065          | Baudenkmal                   | Weitere Bilder                        |
| Schlossstraße 1 (Karte) | Postamt                                              | Postamt, Backsteinbau, fünfachsige Fassage, Kranz- und Gurtgesims, Giebel mit Segmentbogenaufsatz im Renaissancestil | 094 84769          | Baudenkmal                   | Postamt                               |
| Schlossstraße 12 (Karte) | Wohnhaus                                             | Fachwerkwohnhaus, zweigeschossig in zeittypischer Ausführung | 094 84770          | Baudenkmal                   | Wohnhaus                              |
| Schulstraße 2 (Karte) | Schule                                               | aktuelle Adresse: Kirchplatz 2, Schule im Osten des Kirchgeländes, klassizistisches Erscheinungsbild, mehrfach teilweise mit Backsteinen erweitert | 094 84771          | Baudenkmal                   | Schule                                |
| Siberhüttenweg (Karte) | Albertinen-Kunstteich                                | Kunstteich am westlichen Ortsrand, für Silberbergwerk angelegt | 094 50067          | Baudenkmal                   | Albertinen-Kunstteich                 |
| Siberhüttenweg (Karte) | Hagenröder Teich                                     | Kunstteich, zur Fischzucht angelegt. Auch bekannt als Hahneröder, Hahnröder oder Halmereier Teich. | 094 50069          | Baudenkmal                   | Hagenröder Teich                      |
| Siberhüttenweg (Karte) | Judenteich                                           | Kunstteich westlich des Ortes, mit den anderen Teichen durch Rösche verbunden | 094 50068          | Baudenkmal                   | Judenteich                            |
| Siberhüttenweg (Karte) | Pumpstation                                          | Pumpstation, äußere Form dem Wasserturm angepasst, Bruchsteinbau | 094 84709          | Baudenkmal                   | Pumpstation                           |
| Unterstraße 3 (Karte) | Wohnhaus                                             | Wohnhaus in Fachwerkweise mit Zierungen der Bauzeit | 094 50070          | Baudenkmal                   | Wohnhaus                              |
| Unterstraße 4 (Karte) | Wohnhaus                                             | Wohnhaus im Fachwerkstil mit Formen des Jugendstils | 094 84772          | Baudenkmal                   | Wohnhaus                              |
| Unterstraße 6 (Karte) | Wohnhaus                                             | Fachwerkwohnhaus | 094 84773          | Baudenkmal                   | Wohnhaus                              |
| Unterstraße 17 (Karte) | Wohn- und Geschäftshaus                              | Wohn- und Geschäftshaus, repräsentativer Putzbau mit Schaufassade, Jugendstilgiebel von 1906, Initiale vom Bauherr W.S.F.H. | 094 84774          | Baudenkmal                   | Wohn- und Geschäftshaus               |
| Unterstraße 31 (Karte) | Wohnhaus                                             | Wohnhaus in Fachwerkbauweise, Oberstock noch original erhalten | 094 50071          | Baudenkmal                   | Wohnhaus                              |
| Unterstraße 32 (Karte) | Wohnhaus                                             | Wohnhaus | 094 84775          | Baudenkmal                   | BW                                    |
| Weidenstraße 4–17, 22–27 (Karte) | Straßenzug                                           | Straßenzug der barocken Stadterweiterung, vor allem Handwerker- und Bergarbeiterhäuser mit massivem Untergeschoss und Fachwerkoberstock | 094 84776          | Denkmalbereich               | Straßenzug                            |
| Weidenstraße 30 (Karte) | Wohnhaus                                             | Fachwerkwohnhaus, schmucklos | 094 84777          | Baudenkmal                   | Wohnhaus                              |
| Weidenstraße 31 (Karte) | Wohnhaus                                             | Wohnhaus in Fachwerkweise, Erdgeschoss um 1900 erneuert | 094 84778          | Baudenkmal                   | Wohnhaus                              |
| Weißer Garten 3 (Karte) | Badeanstalt                                          | Badeanstalt, ab 1920er Jahren als Kindergarten genutzt, Bau auf Bruchsteinsockel mit turmartig überhöhtem Mittelrisalit, Giebel und Seiten teilweise in Fachwerkoptik | 094 84779          | Baudenkmal                   | Badeanstalt                           |
| (Karte) | Burg Anhalt                                          | Burg | 094 45230          | Baudenkmal                   | Weitere Bilder                        |
| (Karte) | Burg Erichsberg                                      | Burg Erichsberg, heute Erichsburg, als Grundadelsgeschlecht von Gattersleben angelegt, später zum Grafen von Stolberg zugehörig, Mauerreste sowie des Ringwalls erkennbar | 094 45221          | Baudenkmal                   | Burg Erichsberg                       |
| 2 km westlich, Forstort Rauhes Holz | Grenzstein                                           | Grenzstein vom Grafen von der Asseburg-Falkenstein und Fürstentum Anhalt-Bernburg, spätere Landkreisgrenze zwischen Aschersleben und Quedlinburg | 094 21062          | Kleindenkmal                 |                                       |
| Freie Feldlage 5, 9a, 9b, 9c, 9d, 9e, 9f, 9g (Karte) | Fachkrankenhaus für Lungen- und Bronchialkrankheiten | Lungenheilanstalt, nach Plänen von Godehard Schwethelm 1927 als Lungenheilanstalt für Kinder errichtet, im Stil der Klassischen Moderne. Vierflügeliges Krankenhaus mit abgewinkelten Trakten; gestalteter Park, Chefarztvilla, Pförtnerwohnung, Verwalterwohnhaus, Infektionsgebäude erhalten | 094 50060          | Baudenkmal                   | Weitere Bilder                        |
| (Karte) | Erichsburger Teich                                   | Kunstteich zur Wasserregulierung |                    | Baudenkmal                   | Weitere Bilder                        |
| am nördlichen Fuß des Kleinen Hausbergs (Karte) | Ockerstollen                                         | Stollen im Kleinen Hausberg, mglw. Wasserlösungsstollen, aus dem ockerfarbenes Wasser austritt und nach vier Metern in die Selke fließt. | 094 50378          | Baudenkmal                   | Weitere Bilder                        |
| Gemarkung Harzgerode, vom Zentrum der Ortslage nach Westen entlang des Langetalbaches in Richtung Selketal/Alexisbad (Karte)                                                         | Gernroder-Harzgeroder Eisenbahn (GHE)                | Eisenbahnanlage, heute Nutzung durch die HSB/Selketalbahn | 107 15045          | Baudenkmal                   | Gernroder-Harzgeroder Eisenbahn (GHE) |
| im Wald zwischen Harzgerode und dem Falkenstein (Karte) | Revierförsterei Wilhelmshof                          | Forsthof | 094 46651          | Baudenkmal                   | Weitere Bilder                        |

### Alexisbad,Stadt Güntersberge,Mägdesprung,Silberhütte,Straßberg
| Lage                               | Bezeichnung     | Beschreibung | Erfassungs- nummer | Ausweisungsart | Bild           |
| ---------------------------------- | --------------- | ------------ | ------------------ | -------------- | -------------- |
| im Unterharz entlang des Selketals | Eisenbahnanlage |              | 107 25043          | Baudenkmal     | Weitere Bilder |

### Alexisbad
| Lage                                                                                                | Bezeichnung                     | Beschreibung | Erfassungs- nummer | Ausweisungsart | Bild               |
| --------------------------------------------------------------------------------------------------- | ------------------------------- | --- | ------------------ | -------------- | ------------------ |
| Bergsporn, südlich über der Ortslage (Karte)                                                        | Verlobungsurne                  | Denkmal aus Gusseisen zur Erinnerung an ein Treffen sechs adeliger Paare im Jahr 1845 | 094 50100          | Baudenkmal     | Verlobungsurne     |
| circa 100 m hinter der Ortsgrenze in Richtung Mägdesprung nahe dem linken Ufer der Selke (Karte)    | Distanzstein                    | | 094 50377          | Baudenkmal     | Distanzstein       |
| östlich der B 185 am Ortsausgang in Richtung Drahtzug (Karte)                                       | Adolphfelsen                    | Graben, Durchbruch für den alten Aufschlagwassergraben der Klostermühle, am Felsen eine Kunstgusstafel mit Aufschrift ADOLPH | 094 50077          | Baudenkmal     | Weitere Bilder     |
| zwischen Alexisbad und Drahtzug, gegenüber dem Selkefall (Karte)                                    | Grotte                          | exedraartige Nische mit Wandverkleidung, Ende 19. Jahrhundert | 094 50101          | Baudenkmal     | Grotte             |
| in der Ortslage Alexisbads am rechten Selkeufer (Karte)                                             | Schwefelstollen                 | sog. Selkebrunnen, Stollen mit Mundloch und Wasserlösungsstollen; seit den 1760er Jahren als Heilquelle genutzt, 16. Jahrhundert | 094 50078          | Baudenkmal     | Weitere Bilder     |
| auf dem Hochweg über dem Selkefall (Karte)                                                          | Köthener Hütte                  | Schutzhütte, kleine, turmbekrönte Holzarchitektur in Form einer Kapelle, gegenüber dem Selkewasserfall und dem Carlsteich, vom Anhaltisch-Köthener Zweigverein des Harzklubs gestiftet als Ersatzbau der 1835 an gleicher Stelle gebauten Hütte, 1887          | 094 50103          | Baudenkmal     | Weitere Bilder     |
| einen Kilometer vor der Ortslage in Richtung Drahtzug (Karte)                                       | Alexisbrunnen/Catharinenstollen | Quelleinfassung des Alexisbrunnens: geschichtetes Schiefermauerwerk mit Fischplastik von Paul Einecke; tempelartiges Brunnenhaus nicht mehr erhalten, 1925 | 094 50102          | Baudenkmal     | Weitere Bilder     |
| zwischen Alexisbad und Drahtzug, Selkewasserfall (Karte)                                            | Carlsteich                      | Kunstteich durch Bergrat Johann Carl Ludwig Zincken angelegt, Wehr 1955 durch Hochwasser zerstört, 1828–30 | 094 50104          | Baudenkmal     | Weitere Bilder     |
| südöstlich des Ortes in Hanglage über der Selke (Karte)                                             | Luisentempel                    | zu Ehren der Prinzessin Wilhelmine Luise durch Herzog Alexius Friedrich Christian als klassizistischer Monopteros errichteter Bau mit sechs gusseisernen Säulen und ionischen Kapitellen sowie gewölbtem Dach; 1991 neu errichtet, 1823                        | 094 50099          | Baudenkmal     | Luisentempel       |
| Kreisstraße im unteren Selketal auf 325 bis 360 m.ü.NN (Karte)                                      | Alexisbad                       | Ortskern, Alexisbad, einziger Kurort im anhaltischen Harz, ab 1765 | 094 50090          | Denkmalbereich | Weitere Bilder     |
| Kreisstraße, am nördlichen Rand des Ortes auf der rechten Selkeseite (Karte)                        | Petruskapelle                   | nach Entwurf von Karl Friedrich Schinkel, zunächst als Teepavillon heute als protestantische Kirche genutzt, größtenteils rekonstruiert, 1815 | 094 50098          | Baudenkmal     | Weitere Bilder     |
| Kreisstraße, Ortskern auf dem Grundstück der ehemaligen Herzogsvilla „Schweizerhaus“ (Karte)        | Schuppen                        | Gerätehaus, ehemals zum „Schweizerhaus“ gehörend, 19. Jahrhundert | 094 50094          | Baudenkmal     | Schuppen           |
| Kreisstraße 1 (Karte)                                                                               | Mühle                           | Schneidemühle, 1765/19. Jh. | 094 50075          | Baudenkmal     | Mühle              |
| Kreisstraße 4 (Karte)                                                                               | Hotel Habichtstein              | ursprünglicher Name Hotel Försterling, wird noch heute als Hotel betrieben, 1880/90 | 094 50096          | Baudenkmal     | Hotel Habichtstein |
| Kreisstraße 5 (Karte)                                                                               | Bahnhof                         | Bahnhof bestehend aus Empfangsgebäude, Gastwirtschaft, Güter- und Lagerschuppen, Wasserkran, noch heute Nutzung durch die Selketalbahn, 1895 | 094 50092          | Baudenkmal     | Weitere Bilder     |
| Kreisstraße 6 (Karte)                                                                               | Kavaliershaus                   | Kavaliershaus, wurde 2000 vom Betreiber des Hotels Habichtstein aufgekauft und 2005 komplett saniert. Es wird seitdem als Hotel genutzt unter dem Namen Cavalierhaus, um 1810                                                                                  | 094 50097          | Baudenkmal     | Kavaliershaus      |
| Kreisstraße 9 (Karte)                                                                               | Villa                           | Villa Nova, spätklassizistisch mit Loggia und gesägtem Zierrat, 1870 | 094 50093          | Baudenkmal     | Villa              |
| Kreisstraße 10 im unteren Selketal im Zentrum der ehem. Kuranlage westlich des Selkebogens (Karte)  | Logishaus                       | 1810 errichtet, zuletzt als Erholungsheim der Reichsbahn genutzt. | 094 50124          | Baudenkmal     | Logishaus          |
| Kreisstraße 10a im unteren Selketal im Zentrum der ehem. Kuranlage westlich des Selkebogens (Karte) | Badehaus                        | Badehaus vom Bernburger Landbaumeister Philipp August Bunge, 1817 | 094 50123          | Baudenkmal     | Badehaus           |
| Kreisstraße, vor dem Morada-Hotel (Karte)                                                           | Stehender Hirsch                | Plastik aus Zinkguss aus der Zeit vor 1860, im Denkmalverzeichnis des Jahres 2015 wohl versehentlich unter Silberhütte aufgeführt, im Handbuch der deutschen Kunstdenkmäler des Jahres 2002 und im Denkmalverzeichnis des Jahres 2007 als Kunstdenkmal benannt | 094 50136          | Kunstdenkmal   | Stehender Hirsch   |
| Kreisstraße 11 (Karte)                                                                              | Posthalterei                    | einstöckiger Fachwerkbau mit steilem Satteldach, Anfang 19. Jahrhundert | 094 50122          | Baudenkmal     | Posthalterei       |
| Kreisstraße 15 (Karte)                                                                              | Gasthaus Elysium                | regionaltypische Fachwerkbauweise aus zwei Giebelhäusern und Verbindungsbau; noch heute bewirtschaftet | 094 50095          | Baudenkmal     | Gasthaus Elysium   |

### Bärenrode
| Lage                                                                                             | Bezeichnung | Beschreibung | Erfassungs- nummer | Ausweisungsart | Bild           |
| ------------------------------------------------------------------------------------------------ | ----------- | --- | ------------------ | -------------- | -------------- |
| auf der Hochfläche des Unterharzes a.d. Landstraße von Güntersberge nach Friedrichsbrunn (Karte) | Amtsdomäne  | zwischen Fürstentum Anhalt und Grafschaft Stolberg errichtet, ausgedehntes Gehöft, stattliches Wohnhaus mit spätbarocken Formen, Scheune in Fachwerkbauweise des 18. Jh. | 094 45063          | Denkmalbereich | Weitere Bilder |

### Dankerode
| Lage                                          | Bezeichnung          | Beschreibung | Erfassungs- nummer | Ausweisungsart | Bild                 |
| --------------------------------------------- | -------------------- | --- | ------------------ | -------------- | -------------------- |
| Hinterdorf, auf dem Gemeindefriedhof (Karte)  | Grabmal              | auf dem Dorffriedhof für den Kommerzienrat Traugott Wenzel und seiner Frau Luise, sechssäuliger Portikus mit Blumenkübeln aus Stein, mit Kreuz bekrönt, 1917 | 094 50536          | Kleindenkmal   | Grabmal              |
| Hinterdorf 56 (Karte)                         | Bauernhof            | Bauernhof in Fachwerkbauweise mit Halbem-Mann-Motiv und profilierter Stockschwelle, Untergeschoss in den 1920er Jahren massiv erneuert, Fachwerkscheune mit zwei Toren, ein Gefach um 1800 | 094 50554          | Baudenkmal     | Bauernhof            |
| Hinterdorf 63 (Karte)                         | Bauernhaus           | Bauernhaus, giebelständig, langgestrecktes Wohn- und Wirtschaftsgebäude, Fachwerkoberstock mit Profilbohle an der Stockschwelle und Andreaskreuzen, Eingangsbereich mit vorhallenartiger Pfeilergestaltung, 1840 | 094 50555          | Baudenkmal     | Bauernhaus           |
| Hinterdorf 66 (Karte)                         | Bauernhaus           | Bauernhaus in Fachwerkbauweise, Giebelstellung und großem Krüppelwalmdach, 19. Jh. zeitweise Heimatstube | 094 45048          | Baudenkmal     | Bauernhaus           |
| Kleine Gasse 10 (Karte)                       | Bauernhof            | Hofanlage mit Wohn- und Wirtschaftsgebäude als Fachwerkbau mit massivem Untergeschoss, Scheune als Fachwerkbau in Ständerbauweise, 1700 | 094 50556          | Baudenkmal     | Bauernhof            |
| Markt (Karte)                                 | Kriegerdenkmal       | Kriegerdenkmal der Toten des Ersten Weltkrieges 1914–1918, am Markt südlich der Kirche, mit Granitmauer hinterfangen, lebensgroße naturalistische Soldatendarstellung, um 1920 | 094 45432          | Kleindenkmal   | Kriegerdenkmal       |
| Markt 108 (Karte)                             | Bauernhaus           | Bauernhaus in Fachwerkausführung, straßenbildprägend gegenüber der Kirche gebaut, Stockschwelle mit geschnitzten Motiven und gedrehten Taustäben, Zahnabschnittfried und Pyramidenbalkenköpfe, 2. Hälfte 17. Jh. | 094 45049          | Baudenkmal     | Bauernhaus           |
| Markt 112 (Karte)                             | Wohnhaus             | | 094 45050          | Baudenkmal     | Wohnhaus             |
| Markt 114–115 (Karte)                         | Gasthof Zur Erholung | Häusergruppe mit Fachwerkhaus und originalem Dachstuhl, Gasthof als größtes und repräsentativste Haus des Ortes, Mitte 16. Jh. | 094 45051          | Denkmalbereich | Gasthof Zur Erholung |
| Marktal 131 (Karte)                           | Bauernhof            | Bauernhof, dreiseitig original erhaltene Bebauung, 1. Hälfte 18. Jh. | 094 45056          | Baudenkmal     | Bauernhof            |
| Mittelstraße 218 (Karte)                      | Tagelöhnerhaus       | Tagelöhnerhaus, original erhaltenes Kätnerhaus, 19. Jh. | 094 45052          | Baudenkmal     | Tagelöhnerhaus       |
| Neustadt 52 (Karte)                           | Bauernhaus           | Fachwerkbauernhaus, Oberstock als Halber Mann und Gurtgesims mit hohem Satteldach, 1720 | 094 50552          | Baudenkmal     | Bauernhaus           |
| Oberdorf 170 (Karte)                          | Bauernhof            | Bauernhof, in eingeschossiger Fachwerkbauweise (ganzer und halber Mann), seitlich daran eine Fachwerkscheune, 18. Jh. | 094 50557          | Baudenkmal     | Bauernhof            |
| Oberdorf 176 (Karte)                          | Bauernhof            | Bauernhof, älterer Fachwerkbau mit Gurtgesims und verputztem Wohnhaus mit massivem Küchenteil, giebelständiges Wirtschaftsgebäude, Fachwerkscheune, 18. Jh. | 094 50558          | Baudenkmal     | Bauernhof            |
| Oberdorf 179 (Karte)                          | Wohnhaus             | 19. Jh. | 094 45055          | Baudenkmal     | Wohnhaus             |
| Pfarrgasse 1, im Zentrum der Ortslage (Karte) | Kirche               | Kirche Unser Lieben Frauen in frühgotischem Stil, zwischen 1691 und 1725 barock erneuert, barocke Ausstattung: Hufeisenemporen Gewölbedecke mit Stuckdekor, Kanzelaltar mit Figuren und gedrehten Säulen, Orgelbrüstung und beschnitztem Prospekt, mittelalterliche Glocken sowie eine Glocke von Johann Arnold Geyer aus Nordhausen von 1726 | 094 45384          | Baudenkmal     | Weitere Bilder       |
| Pfarrgasse 1, 2, 3, 4 (Karte)                 | Häusergruppe         | Häusergruppe im Ortszentrum mit Kirche, Pfarrhaus, altem und neuen Schulgebäude sowie Kriegerdenkmal | 094 45433          | Denkmalbereich | Häusergruppe         |
| Silbergasse 146 (Karte)                       | Bauernhaus           | Bauernhaus in zweistöckiger Fachwerkweise mit Gurtgesims und Krüppelwalmdach, Anfang 18. Jh. | 094 45057          | Baudenkmal     | Bauernhaus           |

### Friedrichshöhe
| Lage                                          | Bezeichnung            | Beschreibung | Erfassungs- nummer | Ausweisungsart | Bild                   |
| --------------------------------------------- | ---------------------- | --- | ------------------ | -------------- | ---------------------- |
| Friedrichshöhe 1                              | Wohnhaus               | Spätbarock, zur Domäne des Ortes zugehörig, 2. H. 18. Jh.                                                                        | 094 45064          | Baudenkmal     |                        |
| östlich der Bahnstation Albrechtshaus (Karte) | Transformatorenstation | auf Pyramidenstumpfsockel quadratischer Backsteinbau, Isolatorengeschoss herauskragend, Satteldach mit Biberschwanzdeckung, 1925 | 094 50575          | Baudenkmal     | Transformatorenstation |
| Flur Friedrichshöhe                           | Grenzstein             | Grenzsteine zwischen Fürstentum Anhalt und Grafschaft Stolberg, Steine mit Hoheitszeichen versehen, 1654                         | 094 84996          | Kleindenkmal   |                        |

### Stadt Güntersberge
| Lage | Bezeichnung          | Beschreibung | Erfassungs- nummer | Ausweisungsart               | Bild             |
| --- | -------------------- | --- | ------------------ | ---------------------------- | ---------------- |
| in der Flur Agezucht | Pinge                | Pingengebiet mit Schachthalden, Schachweitungsbau, Halden des 18.–20. Jh. im Gangerzbau, 18. Jh. | 094 50014          | Denkmalbereich               |                  |
| Flur Grenzwiese | Grenzstein           | zwischen Kurfürstentum Sachsen und Fürstentum Anhalt, Markierung mit Kurschwertern und dem aufsteigenden Bären, 1755 | 094 18667          | Baudenkmal                   |                  |
| GR R:4429105.58; H: 5723403.53 (Karte) | Bergsee              | auch als Mühlteich bezeichneter Kunstteich, zur Aufschlagwasserversorgung der Gruben um Straßberg, später als Versorgung für eine Mühle | 094 18666          | Baudenkmal                   | Weitere Bilder   |
| GR R: 4431798.38; H:5723129.3; (Karte) | Elbingstalteich      | Kunstteich, 1726/55, für Bergwerke, Pochwerke und Hütten um Straßberg, als Erd- und Steinschüttdamm ausgeführt, 1973/74 erneuert | 094 50012          | Baudenkmal                   | Weitere Bilder   |
| Flurstücke entlang der Bahngleise | Eisenbahnanlage      | Eisenbahnanlage | 107 25043 005      | Teilobjekt eines Baudenkmals |                  |
| Am Brauteich (Karte) | Brauteich            | Kunstteich für die örtlichen Brauereien, aufgrund der Ortsbildwirkung und der kulturgeschichtlichen Tradition als Denkmal eingestuft | 094 84950          | Baudenkmal                   | Brauteich        |
| Bäckerplatz 43 (Karte) | Bauernhaus           | zweigeschossig, mit Fachwerkoberstock mit traditionellen Formen (Halber Mann, Thüringische Leiter) erbaut, wohl Ersatzbau nach dem Stadtbrand von 1707 | 094 50011          | Baudenkmal                   | Bauernhaus       |
| Bäckerplatz 49 (Karte) | Ackerbürgerhof       | Ackerbürgerhof, als Neubau nach dem Stadtbrand von 1707, zweigeschossig in Fachwerkbauweise (mit Halbem Mann in den Eckgefachen und modernen Schmuckformen), das östlich Wirtschaftsgebäude und die Torscheune vermutlich 18./19. Jh.                                                                                             | 094 84954          | Baudenkmal                   | Ackerbürgerhof   |
| Bahnhofstraße 1 (Karte) | Bahnhof              | Bahnhof der Selketalbahn, zweigeschossig mit dekorativem Fachwerk, Gepäckschuppen und Wartehalle | 094 84949          | Baudenkmal                   | Weitere Bilder   |
| Burgstraße 28, 29, 30, 31, 38, 38a, 39, 40, Georg-Freitag-Straße 3, Marktstraße 5, 6, 7, 8, 9, 10, 11, 12, 13, 14, 15, 16, 17, 18, 68 (Karte) | Straßenzug           | Straßenzug mit Fachwerkhäusern aus dem 18. und 19. Jahrhundert | 094 84951          | Denkmalbereich               | Straßenzug       |
| Burgstraße 31 (Karte) | Tagelöhnerhaus       | nach dem Stadtbrand 1856 erneuert, Wohnhaus, vollständige Verschalung, Tür und Fensterläden im Ursprung erhalten geblieben, | 094 84952          | Baudenkmal                   | Tagelöhnerhaus   |
| Burgstraße 37a (Karte) | Schule               | ehemalige Schule, Putzbau mit Backsteinsockel als Gliederung, Kinderfigur und Datierung im Art-déco-Stil an der Nordostecke, 1930, heutige Nutzung als Museum und Vereinshaus | 094 84955          | Baudenkmal                   | Weitere Bilder   |
| Burgstraße 38 (Karte) | Forstamt             | Oberförsterei, viergeschossiger Rotbacksteinbau, mit Deutschem Band gegliedert, 1900 | 094 84953          | Baudenkmal                   | Forstamt         |
| Friedensstraße 105, 105a, Siptenfelder Straße 125 (Karte)                                                                                     | Gutshof              | 1688 als Domäne auf dem Albertinenberg gegründet wurde es 1880 im Zuge der Separation des Vorwerks das Rathaus der Stadt Güntersberge und blieb es bis April 2000. | 094 84956          | Baudenkmal                   | Weitere Bilder   |
| Klausstraße 38 (Karte) | Ackerbürgerhof       | Ackerbürgerhof aus der 2. Hälfte des 17. Jahrhunderts, Wohnhaus mit Füllhölzern und Balkenköpfen, im 18. Jahrhundert durch zwei seitliche Wirtschaftsgebäude erweitert, im 19. Jahrhundert Wohnhaus umfassend erneuert, heute als Museum genutzt                                                                                  | 094 84958          | Baudenkmal                   | Weitere Bilder   |
| Marktstraße 5 (Karte) | Gasthof              | Gebäudegruppe in Fachwerkausführung, Wirtshaus mit Halbem und Ganzem Mann, Thüringische Leiterbrüstung und profilierte Stockschwelle, die Anbauten in ähnlicher Form, Nachfolgebau des seit 1509 nachgewiesenen Gasthofes | 094 84959          | Baudenkmal                   | Gasthof          |
| Marktstraße 39 (Karte) | Ackerbürgerhof       | erbaut nach dem Brand 1707 in traditioneller Fachwerkweise (mit Ganzem und Halbem Mann), Gurtgesims, Hofgebäude aus dem 19. Jh. mit vollständiger Verbretterung | 094 84960          | Baudenkmal                   | Ackerbürgerhof   |
| Marktstraße 40 (Karte) | Ackerbürgerhof       | erbaut nach dem Brand 1707, vergleichbar mit Markstraße 39, jedoch die Füllhölzer mit Karniesprofil und Blattdekor, rückseitig noch jüngeres Fachwerkwirtschaftsgebäude | 094 84961          | Baudenkmal                   | Ackerbürgerhof   |
| Marktstraße 52 (Karte) | Rathaus              | mit Festsaal, Neubau nach dem Stadtbrand, nach drei Seiten freistehend, zweigeschossiger Fachwerkbau mit Walmdach, Reste einer Tordurchfahrt sind erhalten, hofseitig ein Laubengang, des Weiteren Rats- und Tanzsaal, Laubengang (hofseitig), Galerie (Hofseite), Kellergewölbe. Nutzung bis 1880 als Rathaus, heute Bürgerhaus. | 094 84962          | Baudenkmal                   | Rathaus          |
| Marktstraße 57 (Karte) | Wohnhaus             | nach dem Brand 1707 erbaut, ortstypische Fachwerkbauweise, reich geschmückte Fassade, mit Halbem Mann, Thüringische Leiterbrüstung, Gurtgesims | 094 84963          | Baudenkmal                   | Wohnhaus         |
| Marktstraße 58 (Karte) | Wohnhaus             | Fachwerk-Wohnhaus mit neuerlicher Überformung, Beispiel für ein Fußband, Halber Mann in Eckgefachen, Profilierungen an der Stockschwelle | 094 84964          | Baudenkmal                   | Wohnhaus         |
| Marktstraße 59 (Karte) | Wohnhaus             | Fachwerkhaus, Oberstock mit Halbem und Ganzem Mann, Thüringische Leiterbrüstung, am Schwellbalken noch einzelne Schmuckformen erhalten geblieben | 094 84965          | Baudenkmal                   | Wohnhaus         |
| Marktstraße 61 (Karte) | Wohnhaus             | in Fachwerkweise, Letztes Viertel 19. Jh. umgebaut, Eingang mit vierpassbildenden Rauten, Obergeschoss geprägte Zinkblechverhängung, 1. H. 18. Jh. | 094 84966          | Baudenkmal                   | Wohnhaus         |
| Marktstraße 63 (Karte) | Wohnhaus             | Fachwerkwohnhaus mit Rauten und Ganzem Mann, Stockschwelle, Balkenköpfe und Füllhölzer, 1. Viertel 18. Jh. | 094 84967          | Baudenkmal                   | Wohnhaus         |
| Marktstraße 65 (Karte) | Wohnhaus             | Fachwerkwohnhaus mit reicher Gliederung, zweigeschossig, Balkenköpfe, Füllhölzer und Stockschwelle zu profiliertem Gesimsband verbunden, 1707 | 094 84968          | Baudenkmal                   | Wohnhaus         |
| Marktstraße 66 (Karte) | Wohnhaus             | Fachwerkwohnhaus mit Rautenmuster, Gesims aus Füllhölzern und Balkenköpfen als Viertelrundstab, 1707 | 094 84969          | Baudenkmal                   | Wohnhaus         |
| Marktstraße 67 (Karte) | Wohnhaus             | Fachwerkwohnhaus, zweigeschossig, gerundete Balkenköpfe und Füllhölzer, 1707 | 094 84970          | Baudenkmal                   | Wohnhaus         |
| Mühlberg 154 (Karte) | Mühle                | Wassermühle 1713, dazugehöriges Wohnhaus um 1900 umgebaut | 094 84974          | Baudenkmal                   | Weitere Bilder   |
| Neustadt, im Zentrum des Friedhofs (Karte) | Friedhofskapelle     | in Fachwerkbauweise mit Jugendstilelementen, Eingang auf beschnitzten Pfeilern | 094 84976          | Baudenkmal                   | Friedhofskapelle |
| Neustadt 72 (Karte) | Wohnhaus             | Bürgermeisterhaus, profilierte Stockschwelle und Kielbogenportal, Blendarkaden in der Stützwand, 17. Jh. | 094 84971          | Baudenkmal                   | Weitere Bilder   |
| Neustadt 115 (Karte) | Wohnhaus             | in Fachwerkweise mit Jugendstilelementen, an einer Straßengabelung als point de vue, um 1700 | 094 84975          | Baudenkmal                   | Weitere Bilder   |
| Pfarrgasse 25 (Karte) | Pfarrhof             | Putzfassade mit rundbogigen Fensterachsen und Fries, Wirtschaftsgebäude aus Fachwerk an der Westseite, 1870 | 094 84977          | Baudenkmal                   | Weitere Bilder   |
| Pfarrgasse 27, westlicher Ortsrand (Karte) | Sankt-Martini-Kirche | Neubau im Rundbogenstil, Wandflächen aus Schieferplatten geschichtet, Schallarkaden im quadratischen Westturm, neuromanische Sandsteinsäulen, Kirchenschiff mit apsidialem Schluss, erhaltener Grabstein des letzten katholischen Pfarrers († 1523)                                                                               | 094 84978          | Baudenkmal                   | Weitere Bilder   |
| Siptenfelder Straße, an der oben genannten Straße auf der Nordseite (Karte)                                                                   | Distanzstein         | Rundsockelstein mit Angabe „Meile 5“, Mitte 19. Jahrhundert | 094 84979          | Kleindenkmal                 | Weitere Bilder   |
| Siptenfelder Straße, am östlichen Anfang der oben genannten Straße, auf deren Nordseite (Karte)                                               | Distanzstein         | Rundsockelstein mit Angabe der Entfernung zur Landeshauptstadt des Herzogtums: „X MEILEN von DESSAU“ | 094 84983          | Kleindenkmal                 | Weitere Bilder   |
| Stolberger Weg 1 (Karte) | Villa                | für den Generaldirektor der Metallwarenfabrik Speck, relativ schmuckloser Putzsteinbau, Garten überwachsen, Einfriedung, nach 1935 | 094 84981          | Baudenkmal                   | Villa            |
| Stolberger Weg 4 (Karte) | Forstamt             | Oberförsterei, schmuckloser Putzbau, Zollingerdach, 1925 | 094 84982          | Baudenkmal                   | Forstamt         |
| Stolberger Weg 5 (Karte) | Villa                | gegenüber Stolberger Weg 1, in ähnlicher Weise errichtet, Eingangsbereich mit profiliertem Kämpfer und geschnitztem Oberlicht, Einfriedung mit Bruchsteinpfeilern | 094 84987          | Baudenkmal                   | Villa            |
| auf dem Kohlberg südwestlich der Ortslage (Karte)                                                                                             | Güntersburg          | Ruine, auf dem Kohlberg südwestlich des Ortes, Höhenburg, um 1115 zerstört, Wälle und Gräben erhalten sowie Hauptzugang mit Turmstümpfen und Grundmauerresten einiger Gebäude | 094 84991          | Baudenkmal                   | Weitere Bilder   |
| Flur Neue Gemeinde | Grenzstein           | zwischen Königreich Preußen und Fürstentum Anhalt, 1798/19. Jh. | 094 18668          | Baudenkmal                   |                  |
| Flur Agezucht | Grenzstein           | zwischen Königreich Preußen, Kurfürstentum Sachsen und Fürstentum Anhalt, 1795–1875 | 094 84995          | Baudenkmal                   |                  |
| vor dem westlichen Ortseingang (Karte) | Ellerteich           | Kunstteich, Steinschüttdamm mit Gerinne in Hausteinplatten | 094 50013          | Baudenkmal                   | Ellerteich       |

### Hänichen
| Lage                      | Bezeichnung      | Beschreibung | Erfassungs- nummer | Ausweisungsart | Bild             |
| ------------------------- | ---------------- | --- | ------------------ | -------------- | ---------------- |
| Hänichen Hänichen (Karte) | Vorwerk Hänichen | durch Fürst Victor Friedrich anstelle der Wüstung gegründet, Hofanlage mit zweistöckigen, verbretterten Verwalterhaus und Seitentrakten in Hufeisenform | 094 50125          | Baudenkmal     | Vorwerk Hänichen |

### Königerode
| Lage | Bezeichnung        | Beschreibung | Erfassungs- nummer | Ausweisungsart | Bild               |
| --- | ------------------ | --- | ------------------ | -------------- | ------------------ |
| Am Teich 124 (Karte) | Sägewerk           | Sägewerk: eingeschossig in Fachwerk, erhaltene Kraftmaschinen und Motorantrieb; gestrecktes Maschinen- und Gattergebäude, Stamm- und Holzlager, Sägewerkstechnologie mit zentralem Transmissionsantrieb erhalten (ursprünglich Dampfkraft, ab 1950 Elektromotor). Ende 19. Jh. errichtet. | 094 21175          | Baudenkmal     | Sägewerk           |
| Am Teich 140 (Karte) | Bauernhof          | Bauernhof, eingeschossig mit Torhaus und Scheune in Fachwerkbauweise, dazu Ensemble von Fachwerk-, Ziegel und Putzbauten. 18. Jh. | 094 45065          | Baudenkmal     | Bauernhof          |
| Dorfstraße, Dorfzentrum (Karte) | Kirche             | Kirche St. Andreas: barocker Kirchenbau, Saalbau mit Polygonchor, Westturm mit achtseitigem Spitzhelm; 1749/50 erneuert und modernisiert, dabei Einbau zweigeschossiger Seitenemporen und Orgelbühne sowie Kanzelaltar und Taufgestell; die Deckenbemalung zeigt die Himmelfahrt des Elias, die Himmelfahrt Christi, das Jüngste Gericht, dazu Stifterwappen von Engeln; die Glocken von 1494 und 1931; Kriegerdenkmal auf dem Kirchhof für die Gefallenen des Dorfes | 094 45399          | Baudenkmal     | Weitere Bilder     |
| Dorfstraße 14, 15, 16, 17, 18, 19, 22, 23, 24, 25, 26, 27, 28, 29, 46, 46a, 46b, 90, 91a, 91b, 93, 172, 173, 174, 175, 176, 177, 178, 182, 183, 184, Hinterdorf 10 (Karte) | Straßenzug         | | 094 45066          | Baudenkmal     | Straßenzug         |
| Dorfstraße 16 (Karte) | Bauernhaus         | Bauernhaus in Fachwerkbauweise mit Andreaskreuzen, überblattenden Kopfstreben, gedrehten Taustäben, Konsol- und Schachbrettfries. Anfang 17. Jh. | 094 50462          | Baudenkmal     | Bauernhaus         |
| Dorfstraße 24 (Karte) | Wirtschaftsgebäude | 18. Jh. Wirtschaftsgebäude in Fachwerkbauweise mit halber Mann in den Eckgefachen | 094 50467          | Baudenkmal     | Wirtschaftsgebäude |
| Dorfstraße 25 (Karte) | Bauernhof          | Anfang 17. Jh. Bauernhof, westliches Gebäude Fachwerkbau mit Renaissancedekorationen mit Zierausmauerung des 18. Jh. und Untergeschosssanierung des 19. Jh.; Fachwerkflügel; östliches Gebäude Fachwerkbau von etwa 1700, Torfahrt und Auszugshaus von 1900 | 094 50463          | Baudenkmal     | Bauernhof          |
| Dorfstraße 46b (Karte) | Bauernhaus         | 18./19. Jh. Gemeindehaus, ehemals Schule, langgestreckter Fachwerkbau zweieinhalbgeschossig | 094 50464          | Baudenkmal     | Bauernhaus         |
| Dorfstraße 91a, 91b (Karte) | Schule             | | 094 50465          | Baudenkmal     | Schule             |
| Dorfstraße 93 (Karte) | Pfarrhof           | Anfang 19. Jh. Pfarrhof, zweigeschossiger Fachwerkbau mit Verbretterung und symmetrischer siebenachsiger Straßenfassade, Eingangsvorhalle mit Pfeilern und Laubsägearbeit; Fachwerkscheune des 18. Jh. | 094 50466          | Baudenkmal     | Pfarrhof           |
| Hinterdorf 10 (Karte) | Bauernhof          | 18. Jh. Bauernhof in Fachwerkbauweise, Torscheune mit gewellertem Giebel, Wohnhaus mit gerundetem Gurtgesims | 094 50468          | Baudenkmal     | Bauernhof          |
| Klausstraße 132 (Karte) | Bauernhof          | 18./19. Jh. Bauernhof mit traufständigem Wohnhaus in zweistöckiger Fachwerkbauweise mit Zierausmauerung, Torscheune und giebelständigem Speicher | 094 45232          | Baudenkmal     | Bauernhof          |
| Klausstraße 163 (Karte) | Bauernhof          | Bauernhof, wohl als Hintersassen- oder Kossatengehöft zu bezeichnen, Wohnhaus verputzt, Torscheune und Wirtschaftsflügel erhalten | 094 50469          | Baudenkmal     | Bauernhof          |
| ca. 1 km vor dem westlichen Ortseingang (Karte) | Kunstteich         | Mönchsteich (Kunstteich) | 094 50471          | Baudenkmal     | Weitere Bilder     |
| im Tal der Schmalen Wipper (Karte) | Mühlenhof          | Obere Mühle. Mühlenhof, Wasserrad und Mahlgang nicht mehr erhalten, Mühlen- und Wohnhaus in zweigeschossiger Fachwerkweise mit Krüppelwalmdach, Lehmfachwerkscheune des 18. Jh. | 094 45068          | Baudenkmal     | Mühlenhof          |
| im Wippertal an der sogenannten Unteren Mühle (Karte) | Pavillon           | um 1905 errichteter Pavillon der Unteren Mühle, Fachwerkkonstruktion mit sieben Achsen, Jugendstilformen, Krüppelwalmdach | 094 45067          | Baudenkmal     | Pavillon           |

### Mägdesprung
| Lage                                             | Bezeichnung                      | Beschreibung | Erfassungs- nummer | Ausweisungsart | Bild                        |
| ------------------------------------------------ | -------------------------------- | --- | ------------------ | -------------- | --------------------------- |
| 1. Hammer (Karte)                                | I. Friedrichshammer              | Hammerwerk als Erweiterung der Hütte für Frischherd und Stabeisenproduktion | 107 25025          | Baudenkmal     | Weitere Bilder              |
| 2. Hammer (Karte)                                | II. Friedrichshammer             | Hammerwerk als Werkserweiterung gebaut, Umrüstung zur Schmiede 1842, Betriebsaufgabe 1855, beide Hammergebäude heute als Wohnhäuser genutzt | 107 25026          | Baudenkmal     | Weitere Bilder              |
| 3. Hammer (Karte)                                | III. Friedrichshammer            | Hammerwerk als Werkserweiterung mit Blauofen und Frischfeuer, Vorform einer Arbeitersiedlung: Reihenhaus um 1800, in Nähe zwei Arbeiterhäuser aus Schiefermauerwerk mit Risaliten (2. Hälfte 19. Jh.) mit jeweils einem Wirtschaftsgebäude; dazu Bergfriedhof mit Kapelle, neugotischem Erinnerungsmal für am 29. März 1842 verunglückte fünf Arbeiter, zwei neugotische gusseiserne Kreuze und Stele in Baumstumpfform                                                       | 094 50116          | Baudenkmal     | Weitere Bilder              |
| 4. Hammer (Karte)                                | IV. Friedrichshammer             | Frischherd zur Stabeisenproduktion, später Blechhammer, am ehemaligen Hammermeisterhaus Kunstgusstafel | 094 50089          | Baudenkmal     | Weitere Bilder              |
| Drahtzug (Karte)                                 | Julienbrücke                     | Brücke der Straße nach Mägdesprung, einfeldrige Segmentbogenkonstruktion | 094 50087          | Baudenkmal     | Weitere Bilder              |
| Schiebeckstal (Karte)                            | Brücke                           | Brücke über den Schiebecksbach kurz vor der Einmündung in die Selke | 094 50113          | Baudenkmal     | Brücke                      |
| Drahtzug (Karte)                                 | Forsthaus Drahtzug               | ehemalige Revierförsterei, erbaut anstelle eines vorindustriellen Metallbetriebes | 094 50072          | Baudenkmal     | Weitere Bilder              |
| Kreisstraße 15 (Karte)                           | Bahnhof                          | Bahnhof der Selketalbahn, zweigeschossiges Empfangsgebäude mit Schalterraum, Gastronomie, Bahnhofsvorsteherwohnung | 094 50108          | Baudenkmal     | Weitere Bilder              |
| Kreisstraße (Karte)                              | Fürst-Friedrich-Albrecht-Denkmal | Der Obelisk wurde ursprünglich 1812 von Alexius Friedrich Christian für seinen Vater errichtet, frühklassizistische Bauweise in zentraler Lage, in örtlicher Eisenhütte hergestellt. Rekonstruktion von 2012. | 094 50109          | Baudenkmal     | Weitere Bilder              |
| Kreisstraße 11-14 (Karte)                        | Hüttenwerk                       | Herzogliche Eisenhütte Mägdesprung. Durch Quedlinburger Kaufmann Heitfeldt und Fürsten Friedrich von Anhalt-Bernburg-Harzgerode initiiert zur Verarbeitung der Harzer Erzvorkommen, vorindustrieller Produktions- und Wohnstandort, spätbarockes Verwaltungsgebäude von 1781, diverse Fachwerkgebäude für produktionsvorbereitende Arbeiten; Blankschmiede (um 1800), Zimmermannsschuppen, Fachwerkbau des 19. Jahrhunderts, Trockenschuppen von 1850 sowie weiterer Gebäude. | 094 50144          | Baudenkmal     | Weitere Bilder              |
| Kreisstraße                                      | Hüttensiedlung                   | Hüttensiedlung Mägdesprung, im Selketal uferbegleitend vom Selkefall über Drahtzug, Stahlhammer, Mägdesprung, Friedrichshammer I–IV, Scheerenstieg, Schneidemühle und Selkemühle bis zur östlichen Ortsgrenze zwischen Tidian und Kleinem Hausberg. | 107 25028          | Denkmalbereich |                             |
| Kreisstraße (Karte)                              | Kirche                           | Kirche St. Markus, durch Alexius Friedrich gestiftet, klassizistischer Rechteckbau ursprünglich mit einem Dachreiter als Glockentürmchen, das wegen Baufälligkeit entfernt wurde. Bruchsteinbau im Rundbogenstil, Stiftungsinschrift über dem Westportal, nördlich vor der Kirche ein Kriegerdenkmal der Weltkriege. Lage östlich vor dem Ort auf einer Anhöhe. | 094 50107          | Baudenkmal     | Weitere Bilder              |
| Kreisstraße (Karte)                              | Kirchteich                       | Mägdesprunger Teich (Kunstteich) für die Wasser- und Energieversorgung der Hüttenbetriebe erbaut, hölzerner Striegel 1945 erneuert | 094 50106          | Baudenkmal     | Weitere Bilder              |
| Kreisstraße 20 (Karte)                           | Carlswerk                        | durch Bergrat Johann Carl Ludwig Zincken begründet, Walzwerk in Trockenmauertechnik aus Basaltschiefer, um 1830 mit Schmiede erweitert, Fachwerkbau mit Schleppdach und teilweiser originaler Einrichtung; Mitte 19. Jahrhundert Umbau zur Maschinenfabrik mit Backsteinneubau | 094 50126          | Kleindenkmal   | Weitere Bilder              |
| Kreisstraße 21 (Karte)                           | Schule                           | Schule: Typenbau mit Klassenzimmer und Lehrerwohnung; Klinker- und Putzfassade, Kubatur in regionaler Tradition | 094 50079          | Baudenkmal     | Schule                      |
| Stahlhammer 1-3 (Karte)                          | Arbeiterhaus                     | Arbeiterhaus und Reihenhaus | 094 50115          | Baudenkmal     | Weitere Bilder              |
| (Karte)                                          | Selkebrücke bei Mägdesprung      | zweifeldrige Bogenbrücke aus Basaltschieferplatten | 094 50128          | Baudenkmal     | Selkebrücke bei Mägdesprung |
| (Karte)                                          | Brücke                           | einfeldrige Segmentbogenbrücke aus Schieferplatten, nach Hochwasser und Zerstörung abgerissen | 094 50129          | Baudenkmal     | Brücke                      |
| (Karte)                                          | Alexiuskreuz                     | Denkmal in Form eines lateinischen Kreuzes zum Andenken an Herzog Alexius von Anhalt | 094 21181          | Kleindenkmal   | Alexiuskreuz                |
| Scheerenstieg (Karte)                            | Peinhorstsche Mühle              | Peinhorstsche Mühle, auch Beinhornsche Mühle, vermutlich aus einer Klostermühle hervorgegangen, Mühlgraben mit Felsdurchlass, Mühlenwohngebäude und Wirtschaftsbau mit Backhaus aus dem 18. Jahrhundert, Radstube nur noch in Resten erhalten | 094 50376          | Baudenkmal     | Peinhorstsche Mühle         |
| (Karte)                                          | Helenenstollen                   | Stollen zur Wasserregulierung für die Heilwassernutzung, Anlage einer Brunnenfassung der Ernaquelle | 094 50131          | Baudenkmal     | Weitere Bilder              |
| (Karte)                                          | Herzog-Alexis-Erbstollen         | | 094 50127          | Baudenkmal     | Herzog-Alexis-Erbstollen    |
| nahe dem sogenannten Scheerenstieg (Karte)       | Mundloch                         | Mundloch des Wasserlösungsstollens Herzog-Alexis-Erbstollen | 094 50111          | Baudenkmal     | Weitere Bilder              |
| Kreuzung Stahlhammerweg / Bernburger Weg (Karte) | Schalkenburger Gangzug           | Schalkenburger Gangzug (Stollen), Förderstollen, gemauertes Stollenmundloch von 1983, Abraumhalde | 094 50130          | Baudenkmal     | Weitere Bilder              |

### Neudorf
| Lage                                                                                       | Bezeichnung                         | Beschreibung | Erfassungs- nummer | Ausweisungsart | Bild                   |
| ------------------------------------------------------------------------------------------ | ----------------------------------- | --- | ------------------ | -------------- | ---------------------- |
| -                                                                                          | Unterharzer Teich- und Grabensystem | | 107 25021          | Denkmalbereich | Weitere Bilder         |
| Hauptstraße (Karte)                                                                        | Sankt Peter und Pauls-Kirche        | Kirche von 1887/88 aus rotem Backstein, schlichte Neugotik, rechteckiger Emporensaal mit polygonaler Apsis und quadratischem Westturm; Sakristeianbau, Saal mit Empore, farbige Verglasung. | 094 45077          | Baudenkmal     | Weitere Bilder         |
| Hauptstraße (Karte)                                                                        | Transformatorenstation              | Transformatorenstation von 1925, Backsteinbau. | 094 50547          | Baudenkmal     | Transformatorenstation |
| nahe dem nordöstlichen Ortseingang, auf einem kleinen Platz (Karte)                        | Distanzstein                        | Distanzstein in Rundsockelausführung aus Granit, Aufschrift XIII MEILEN DESSAU | 094 21147          | Kleindenkmal   | Distanzstein           |
| Hauptstraße (Karte)                                                                        | Distanzstein                        | Distanzstein in Rundsockelausführung aus Granit, Inschrift MEILEN noch erhalten. Anhaltischer Halbmeilenstein ½ MEILE.                                                                      | 094 45401          | Kleindenkmal   | Distanzstein           |
| Hauptstraße, gegenüber dem Trafohaus beim Distanzstein. (Karte)                            | Grenzstein                          | Grenzstein in Flachsteinausführung (so genannter Marmelstein) mit beidseitiger Datierung von 1755 und Wappentier des Fürstentums Anhalt                                                     | 094 50546          | Kleindenkmal   | Grenzstein             |
| Hauptstraße 100 (Karte)                                                                    | Pfarrhaus                           | Pfarrhaus Anfang 19. Jh., verputzter Fachwerkbau mit Krüppelwalmdach, verbretterter Eingangsvorbau                                                                                          | 094 45078          | Baudenkmal     | Pfarrhaus              |
| Hauptstraße 107 (Karte)                                                                    | Wohnhaus                            | Wohnhaus Anfang 18. Jh. in Fachwerkbauweise, Stockschwelle zum Gurtgesims, Oberstock mit Halber-Mann-Motiv                                                                                  | 094 45079          | Baudenkmal     | Wohnhaus               |
| Hauptstraße 105 (Karte)                                                                    | Faktorei                            | Faktorei aus dem 19. Jh., Fachwerkbauweise, Stulpschalung mit Scheinquaderung, Freitreppe, Krüppelwalmdach.                                                                                 | 094 45080          | Baudenkmal     | Faktorei               |
| Hauptstraße 103 (Karte)                                                                    | Wohnhaus                            | Wohnhaus von 1905/10, Fachwerkhaus mit Mansarddach, dekorativer Fachwerkgestaltung mit Sprenggiebel, Jugendstiltür                                                                          | 094 45081          | Baudenkmal     | Wohnhaus               |
| Haynscher Weg (Karte)                                                                      | Kriegerdenkmal                      | Kriegerdenkmal für die Gefallenen des Ersten Weltkrieges mit alter Rahmung, Versalieninschrift, erneuerte Goldschrift.                                                                      | 094 21146          | Baudenkmal     | Kriegerdenkmal         |
| Mühlweg 159, am Ortsausgang in Richtung Silberhütte (Karte)                                | Landhaus                            | Landhaus von 1930/50, Bau ähnlich dem Stil von Baurat Kurt Ehrlich aus Ballenstedt, Wohnhaus mit Walmdach und Holzverkleidung.                                                              | 094 50551          | Baudenkmal     | Landhaus               |
| Pfaffenberg 145, gegenüber dem Fürst-Christian-(oder Blauen-) Schacht (Karte)              | Pavillon                            | Pavillon um 1900 in Laubenarchitektur errichtet, quadratisch mit umlaufender Galerie | 094 50548          | Baudenkmal     | Pavillon               |
| Rinkemühle 1 (Karte)                                                                       | Wohnhaus                            | Rinkemühle | 094 50374          | Baudenkmal     | Wohnhaus               |
| Schulstraße 1 (Karte)                                                                      | Bauernhof                           | Bauernhof von Anfang 19. Jh., eingeschossiges Wohn- und Wirtschaftsgebäude, Fachwerk verputzt, profilierter Stuckrahmen an den Fenstern                                                     | 094 50549          | Baudenkmal     | Bauernhof              |
| GH R: 4439237.64; H: 5719022.9, ca. 300 m vom südlichen Ortsrand entfernt (Karte)          | Grenzteich                          | Kunstteich, 1723 angelegt vom asseburgischen Bergmeister Schlegel für den Pfaffenberger Schacht.                                                                                            | 094 21184          | Baudenkmal     | Weitere Bilder         |
| GH R:4437061.48; H: 5720451.63, ca. 2 km nördlich der Ortslage (Karte)                     | Birnbaumteich                       | 1696 errichteter Kunstteich, früher Hüttenteich, 1809 mit Wasserrädern genutzt, 1966 Dammerneuerung, nunmehr Badesee                                                                        | 094 21185          | Baudenkmal     | Weitere Bilder         |
| GR R: 4438854.0; H: 57209854.0; südlich der Ortslage (Karte)                               | Teufelsteich                        | Kunstteich, 1696/97 errichtet. | 094 21186          | Baudenkmal     | Weitere Bilder         |
| GR R:4434812.56; H: 5718467.29, nahe der Landstraße zwischen Neudorf und Straßberg (Karte) | Treuer Nachbar                      | Kunstteich | 094 21187          | Baudenkmal     | Weitere Bilder         |
| GR R:4439488.99; H: 5719512.37, östlich des Pfaffenbergs (Karte)                           | Neuer Teich                         | Kunstteich von 1764, seit 1912 als Gondel- und Badeteich genutzt. | 094 50545          | Baudenkmal     | Weitere Bilder         |

### Schielo
| Lage                                                              | Bezeichnung | Beschreibung | Erfassungs- nummer | Ausweisungsart | Bild           |
| ----------------------------------------------------------------- | ----------- | --- | ------------------ | -------------- | -------------- |
| Anhaltiner Weg 115, ca. 1 km östlich der Ortslage im Wald (Karte) | Sanatorium  | Sanatorium: Tuberkuloseheilanstalt, parkartige Landschaftsgestaltung, mit Krankenhaus, Ärztehäusern, Pförtnerhaus, Pumpenhaus, Chefarztvilla (Massivbau mit Jugendstilvorhalle), Klinikbau (Jugendstilgiebel, Eckturm mit Haube), Torhausrisalit | 094 50544          | Baudenkmal     | Sanatorium     |
| Schützenplatz 3 (Karte)                                           | Forsthaus   | 19. Jh., Forsthaus in eingeschossiger Fachwerkbauweise mit siebenachsiger Fassade, hohes Krüppelwalmdach, Eingang von zwei linden betont | 094 46654          | Baudenkmal     | Forsthaus      |
| Königeröder Straße 59 (Karte)                                     | Bauernhof   | Bauernhof um 1700 mit Wirtschaftsgebäude, Bauernhaus in massiver Untergeschossbauweise, Fachwerkoberstock | 094 50542          | Baudenkmal     | Bauernhof      |
| Konradsgraben 9 (Karte)                                           | Bauernhaus  | Bauernhaus Anfang 18. Jh., giebelständiger, zweistöckiger Fachwerkbau mit Profilbohle und Halbem Mann | 094 45095          | Baudenkmal     | Bauernhaus     |
| Schäferplatz (Karte)                                              | Kirchhof    | Kirche St. Georgius, Reste der Bruchsteinmauer als einziges erhaltenes Zeugnis des Platzes; Denkmal für die Gefallenen des Ersten Weltkrieges | 094 45404          | Baudenkmal     | Weitere Bilder |
| Schulstraße 47 (Karte)                                            | Bauernhaus  | Bauernhaus Ende 18. Jh., Fachwerkbau mit massivem Untergeschoss, steiles Satteldach, zweieinhalbgeschossig | 094 45094          | Baudenkmal     | Bauernhaus     |

### Silberhütte
| Lage                                          | Bezeichnung          | Beschreibung | Erfassungs- nummer | Ausweisungsart | Bild           |
| --------------------------------------------- | -------------------- | --- | ------------------ | -------------- | -------------- |
| (Karte)                                       | Kirche               | Kirche nach Entwurf von Baurat Kurt Ehrlich, rechteckiger Saalbau mit Eckturm, Kirchhof mit Findling als Gedenkstein für die Toten der Weltkriege | 094 50134          | Baudenkmal     | Weitere Bilder |
| südlicher Ortsrand                            | Pinge                | Pinge: trichterförmige Erdaufschlüsse des örtlichen Bergbaus                                                                                      | 094 50135          | Baudenkmal     |                |
| (Karte)                                       | Stollen              | Fürst-Victor-Stollen, Fürst-Victor-Schacht, 1692 als Fahr- und Wasserlösungsstollen angelegt, ca. 300 m lang.                                     | 094 50137          | Baudenkmal     | Weitere Bilder |
| GR R: 4437491.42; H: 5721668.53 (Karte)       | Fürstenteich         | Kunstteich aus dem 17. Jahrhundert zur Wasserregulierung der Hüttenanlagen                                                                        | 107 25024          | Baudenkmal     | Weitere Bilder |
| Am Hüttenteich, Hüttenplatz (Karte)           | Pochwerk             | Hüttenwerk | 107 25023          | Baudenkmal     | Weitere Bilder |
| Bremsberg, Hüttenplatz (Karte)                | Bremsberg            | Ehemalige Eisenbahnanlage über den Bremsberg zum Hüttenplatz                                                                                      | 107 25022          | Baudenkmal     | Bremsberg      |
| Bremsberg 1 (Karte)                           | Wohnhaus             | Wohnhaus von 1890, villenartiger Backsteinbau, Fachwerkoberstock mit Turmerker.                                                                   | 094 50138          | Baudenkmal     | Wohnhaus       |
| Hüttenplatz (Karte)                           | Hüttenwerk           | Reste der Silberhütte ab 1693, gusseiserne Inschrifttafel                                                                                         | 094 50139          | Baudenkmal     | Weitere Bilder |
| Hüttenplatz 1 (Karte)                         | Wohnhaus             | Wohnhaus des höchsten örtlichen Hüttenbeamten aus der Mitte des 18. Jahrhunderts.                                                                 | 094 50140          | Baudenkmal     | Wohnhaus       |
| Karlstraße 6 (Karte)                          | Wohnhaus             | Hüttenarbeiterhaus von 1910 in originaler Überlieferung                                                                                           | 094 50141          | Baudenkmal     | Wohnhaus       |
| Karlstraße 1 (Karte)                          | Wohnhaus             | Siedlungshaus von 1910 in Stampflehmverfahren hergestellt                                                                                         | 094 50142          | Baudenkmal     | Wohnhaus       |
| Karlstraße 4 (Karte)                          | Wohnhaus             | Wohnhaus von 1910, Hüttenarbeiterhaus in Typenbauweise mit drei Fensterachsen in symmetrischer Fassadengliederung.                                | 094 50143          | Baudenkmal     | Wohnhaus       |
| Schulstraße, am östlichen Ortseingang (Karte) | Friedhof Silberhütte | Friedhof, Grabreihen terrassiert, Leichenhalle von 1910/20, Erbbegräbnisstätte der Familie Meyer als Säulenädikula                                | 094 50132          | Baudenkmal     | Weitere Bilder |

### Siptenfelde
| Lage                                                       | Bezeichnung | Beschreibung | Erfassungs- nummer | Ausweisungsart | Bild           |
| ---------------------------------------------------------- | ----------- | --- | ------------------ | -------------- | -------------- |
| Gernröder Straße 95a (Karte)                               | Wohnhaus    | Wohnhaus um 1900, Fachwerkbau, überformter Unterstock, Oberstock mit Zier und Konstruktionsformen, Krüppelwalmdach | 094 45099          | Baudenkmal     | Wohnhaus       |
| Güntersberger Straße 45 (alt 1) (Karte)                    | Vorwerk     | Vorwerk 17. Jh., Hofanlage mit Feldstein und Basalt gepflastert, Wohnhaus mit Keller und Fachwerksteilen, um 1880 spätklassizistisch erweitert, Stallscheune des 19. Jh. aus Bruchstein und Schiefer, Pferdestall aus Granitstein und Torrisalit sowie Segmentbogenfenstern                                                       | 094 21136          | Baudenkmal     | Vorwerk        |
| Güntersberger Straße 73 (Karte)                            | Pfarrhaus   | Pfarrhaus spätes 19. Jh., dreigeschossiger Backsteinbau, symmetrische Fassadengliederung, Oberstock mit Andreaskreuz-Motiven, Krüppelwalmdach | 094 45100          | Baudenkmal     | Pfarrhaus      |
| Herrenstraße 104 (Karte)                                   | Gasthaus    | Gasthaus zum schwarzen Bär, 18. Jh., Obergeschoss Fachwerk mit Krüppelwalmdach | 094 45101          | Baudenkmal     | Gasthaus       |
| Kirchgasse (Karte)                                         | Kirche      | St. Paulus, Fachwerkkirche von 1682 in Ständerbauweise, ovale Grundform, gewalmtes Dach mit achteckigem Dachreiter. Emporenraum mit Altartisch, Kanzel, Orgelbühne, Priechenstuhl, Kastengestühl, Orgelprospekt, die heutige Orgel aus 1920; Kirchhof mit sechs barocken Sarkophaggrabsteinen; Glockenstuhl freihstehend von 1921 | 094 45405          | Baudenkmal     | Weitere Bilder |
| Kirchgasse 83 (Karte)                                      | Wohnhaus    | Wohnhaus um 1900, Fachwerkbau, symmetrischer Bau, Balkonkonstruktion mit regionaler Laubsägearbeit am Zwerchgiebel | 094 21137          | Baudenkmal     | Wohnhaus       |
| Uhlenstein 1, ca. 2,5 km nordwestlich der Ortslage (Karte) | Forsthof    | Forsthof Uhlenstein, Revierförsterei Uhlenstein von 1905, Forsthaus als eingeschossiger Massivbau aus Backstein mit Krüppelwalmdach, Zwerchhaus und Eingangsvorbau, Zierfachwerk im Obergeschoss | 094 46655          | Baudenkmal     | Forsthof       |

### Straßberg
| Lage                                                     | Bezeichnung              | Beschreibung | Erfassungs- nummer | Ausweisungsart               | Bild           |
| -------------------------------------------------------- | ------------------------ | --- | ------------------ | ---------------------------- | -------------- |
| verschiedene Flurstücke entlang der Bahntrasse           | Eisenbahnanlage          | Eisenbahnanlage | 107 25043 003      | Teilobjekt eines Baudenkmals |                |
| Am Lindenberg 20 (Karte)                                 | Bahnhof Straßberg        | Bahnhof an den Harzer Schmalspurbahnen gelegen mit Empfangsgebäude, Gepäckabfertigung, Nebengebäude, Bahndamm, Beschilderung | 107 25032          | Baudenkmal                   | Weitere Bilder |
| Hauptstraße 230 (alt 13) (Karte)                         | Bauernhaus               | Bauernhaus | 094 84706          | Baudenkmal                   | Bauernhaus     |
| Hauptstraße 228 (alt 14) (Karte)                         | Bauernhaus               | Bauernhaus, sparsames Fachwerk mit Leiterbrüstung mit Bruchsteinanbau im Westen | 094 84704          | Baudenkmal                   | Bauernhaus     |
| Kittel 75 (Karte)                                        | Bauernhof                | Bauernhof mit Wohngebäude und Wirtschaftsgebäuden. Fachwerkhaus zweigeschossig, im 19. Jh. Verbretterung der Giebel- und Hofseite; Wirtschaftsgebäude in unterschiedlichen Bauweisen | 094 84705          | Baudenkmal                   | Bauernhof      |
| Mühlenweg 57 (Karte)                                     | Mühlenhof                | Obermühle. Mühlenstandort seit 1312 überliefert, heutiger Bau in Fachwerk und Backstein, Reste sind erhalten vom oberschlächtigen Mühlrad, Gerinne, Schrotgang, Elevator und Walzenstühle | 094 45414          | Baudenkmal                   | Mühlenhof      |
| Plan (Karte)                                             | St. Christopherus        | bruchsteinsichtiger Bau, barocker Quersaal, quadratischer Südturm (vorgestellt) mit Fachwerkglockengeschoss. Entwurf: Landbaumeister Johann Friedrich Penther. Innen eingeschossiger Emporensaal, kassettierte Decke, schlanke Pfeiler. Kanzelaltar mit zwei Säulenpaaren und zwei Heiligen (vermutlich Petrus und Paulus), Kastengestühl aus der Bauzeit. Bronzeglocke Osanna (1475), auf dem Kirchhof zwei barocke Grabsteine | 094 45406          | Baudenkmal                   | Weitere Bilder |
| Plan (Karte)                                             | Kriegerdenkmal 1914–1918 | Kriegerdenkmal für die Gefallenen des Ersten Weltkrieges | 094 45443          | Baudenkmal                   | Weitere Bilder |
| Weidegasse 107, 115, 121 (Karte)                         | Ortskern                 | Ortskern | 094 45109          | Denkmalbereich               | Ortskern       |
| (Karte)                                                  | Bergwerk Glasebach       | Bergwerk Glasebach, heute Schaubergwerk, einziges im gesamten Zusammenhang erhaltenes Bergwerk im Altkreis Quedlinburg mit Fördergerüst, Schachthalle, Maschinenhaus, Radstube, Anlage mit Schräg und Saigerschaft sowie Stollensohlen | 094 45110          | Denkmalbereich               | Weitere Bilder |
| ca. 1 km nördlich der Ortslage (Karte)                   | Bergbauanlage            | Bergbauanlage Fluorschacht | 094 21177          | Baudenkmal                   | Bergbauanlage  |
| im Wald zwischen Straßberg, Neudorf, Silberhütte (Karte) | Teich- und Grabensystem  | | 107 25042          | Denkmalbereich               | Weitere Bilder |
| (Karte)                                                  | Fauler Pfützenteich      | Kunstteich: zur Wasserregulierung der Schächte | 094 21188          | Baudenkmal                   | Weitere Bilder |
| (Karte)                                                  | Frankenteich             | Kunstteich | 107 25029          | Baudenkmal                   | Weitere Bilder |
| (Karte)                                                  | Kiliansteich             | Kunstteich: zunächst drei Teiche, jedoch durch den Talsperrenbetrieb seit 1989 nur noch der Obere Kiliansteich erhalten | 094 21183          | Baudenkmal                   | Weitere Bilder |
| (Karte)                                                  | Maliniusteich            | Kunstteich | 094 21182          | Baudenkmal                   | Weitere Bilder |
| GR R:4430506.53; H:5720405.73, westlich Ortslage (Karte) | Gräfingründer Teich      | Kunstteich | 107 25030          | Baudenkmal                   | Weitere Bilder |
| nahe Freiheit (Karte)                                    | Hüttenwerk               | Ruine eines Hüttenwerkes, bruchsteinsichtige Wand des Erdgeschosses | 107 25033          | Baudenkmal                   | Weitere Bilder |

## Ehemalige Kulturdenkmale nach Ortsteilen
Die nachfolgenden Objekte waren ursprünglich ebenfalls denkmalgeschützt oder wurden in der Literatur als Kulturdenkmale geführt. Die Denkmale bestehen heute jedoch nicht mehr, ihre Unterschutzstellung wurde aufgehoben oder sie werden nicht mehr als Denkmale betrachtet.

### Alexisbad
| Lage                                                                               | Bezeichnung       | Beschreibung | Erfassungs- nummer | Ausweisungsart | Bild              |
| ---------------------------------------------------------------------------------- | ----------------- | --- | ------------------ | -------------- | ----------------- |
| nördlich der Ortslage, nahe dem alten Klosterstandort (Karte)                      | Selkebrücke       | einfeldrige Bogenbrücke über die Selke aus Basaltschieferplattern, 2016 wurde eine neue Brücke errichtet                                                       | 094 50076          | Baudenkmal     | BW                |
| Kreisstraße 10 im Zentrum des ehemaligen Kurbades östlich des Logierhauses (Karte) | Kurhaus Alexisbad | Kur- bzw. Traiteurhaus, 2003 abgerissen | 094 50091          | Baudenkmal     | Kurhaus Alexisbad |
| (Karte)                                                                            | Schweizerhaus     | nach einem Entwurf von Karl Friedrich Schinkel im Schweizer Stil erbautes Sommerhaus, 1945 durch Beschuss stark beschädigt. Die Ruine wurde später abgerissen. |                    | Baudenkmal     | BW                |
| Koordinaten fehlen! Hilf mit.                                                      | Gesellschaftshaus | 1970 abgerissen |                    | Baudenkmal     |                   |
| Koordinaten fehlen! Hilf mit.                                                      | Remise            | | 094 50121          | Baudenkmal     |                   |

### Güntersberge
| Lage                             | Bezeichnung    | Beschreibung | Erfassungs- nummer | Ausweisungsart | Bild           |
| -------------------------------- | -------------- | --- | ------------------ | -------------- | -------------- |
| Georg-Freitag-Straße 161 (Karte) | Wohnhaus       | eineinhalbgeschossiger Fachwerkbau, spätklassizistische Fassadeneinteilung mit Drempel und Zwerchgiebel, Ende 19. Jahrhundert, nach Abbruch 2019 aus dem Denkmalverzeichnis ausgetragen. | 094 84957          | Baudenkmal     | Wohnhaus       |
| Marktstraße                      | Tankstelle     | Benzinpumpe; frei stehende Zapfsäule, 1920er Jahre | 094 84972          | Baudenkmal     |                |
| Mühlberg 149 (Karte)             | Tagelöhnerhaus | schlichter Fachwerkbau, Mitte 19. Jh. | 094 84973          | Baudenkmal     | Weitere Bilder |

### Harzgerode
| Lage                                                                             | Bezeichnung           | Beschreibung | Erfassungs- nummer | Ausweisungsart | Bild               |
| -------------------------------------------------------------------------------- | --------------------- | --- | ------------------ | -------------- | ------------------ |
| Friederikenstraße 3                                                              | Wohnhaus              | in Putzbau, schmucklos |                    | Baudenkmal     |                    |
| II. Friedrichshammer                                                             |                       | II. Friedrichshammer | 107 25027          | Baudenkmal     |                    |
| Schloßberg 2                                                                     |                       | | 094 84767          | Baudenkmal     |                    |
| Schloßberg 6 im Altstadtzentrum westlich des ehemaligen Residenzschloßes (Karte) | Eisenwerk L. Meyer    | Fabrik | 094 84768          | Baudenkmal     | Eisenwerk L. Meyer |
| Schloßberg 7 im Altstadtzentrum                                                  | Gasthof Schwarzer Bär | Mitte 17. Jh., ehemaliger Sitz der Regierung des Fürsten von Anhalt-Bernburg-Harzgerode; Fachwerkbau aus zwei repräsentativen Flügeln mit straßenseitigem Wappen, Umbau zum Gasthof, 2003 abgerissen. |                    | Baudenkmal     |                    |
| Weißer Garten 5 (Karte)                                                          | Tagelöhnerhaus        | Mitte 19. Jh., eingeschossiger Massivbau, kleiner Stall angebaut, seit 2009 nicht mehr da, vermutlich abgerissen                                                                                      |                    | Baudenkmal     | Tagelöhnerhaus     |

### Mägdesprung
| Lage                                        | Bezeichnung   | Beschreibung | Erfassungs- nummer | Ausweisungsart | Bild           |
| ------------------------------------------- | ------------- | --- | ------------------ | -------------- | -------------- |
| Koordinaten fehlen! Hilf mit.               | Forsthaus     | Forsthaus Drahtzug | 094 45229          | Baudenkmal     |                |
| Koordinaten fehlen! Hilf mit.               | Hammerwerk    | II. Friedrichshammer | 094 50088          | Baudenkmal     |                |
| Koordinaten fehlen! Hilf mit.               | Wasserleitung | | 094 50114          | Baudenkmal     |                |
| III. Friedrichshammer III. Friedrichshammer | Hammerwerk    | III. Friedrichshammer | 094 50085          | Baudenkmal     |                |
| Koordinaten fehlen! Hilf mit.               |               | Teich- und Grabensystem zur historischen Wasserregulierung mit Wehren, Gräben und Mundlöchern, Zu- und Ablaufbauwerken, Radstuben und Teichen sowie Uferbefestigung aus Trockenmauerwerk; 2007 als Denkmal geführt, im Jahr 2015 nicht mehr als Denkmal gelistet, wobei jedoch auch keine Listung als ehemaliges Denkmal erfolgte. |                    | Baudenkmal     |                |
| zwischen IV. Hammer und Selkemühle          |               | Wasseranlage, Teil der historischen Wasserversorgung bestehend aus Kunstgraben mit Radstube, Tageskellern, Ablaufrösche mit zwei Mundlöchern; 2007 als Denkmal geführt, im Jahr 2015 nicht mehr als Denkmal gelistet, wobei jedoch auch keine Listung als ehemaliges Denkmal erfolgte.                                             |                    | Baudenkmal     |                |
| Kreisstraße 7 (Karte)                       | Kutscherstube | Gasthaus (Hüttenschenke) mit Hotel in Fachwerkbauweise. Am 2. Juli 2018 durch Feuer zerstört und dann aus dem Denkmalverzeichnis ausgetragen. | 094 50110          | Baudenkmal     | Weitere Bilder |

### Neudorf
| Lage                             | Bezeichnung   | Beschreibung                                                                                    | Erfassungs- nummer | Ausweisungsart | Bild           |
| -------------------------------- | ------------- | ----------------------------------------------------------------------------------------------- | ------------------ | -------------- | -------------- |
| x x Pfaffenberg                  | Kunstteich    | Neudorfer Kunstteich, als Neuer Teich mit ID 094 50545 weiterhin als Denkmal geführt.           | 107 25031          | Baudenkmal     |                |
| östlich des Pfaffenbergs (Karte) | Gemeindeteich | Kunstteich von 1777, schon 2015 nicht mehr als Denkmal geführt, aber auch nicht als ehemaliges. |                    | Baudenkmal     | Weitere Bilder |

### Schielo
| Lage           | Bezeichnung | Beschreibung                                                          | Erfassungs- nummer | Ausweisungsart | Bild |
| -------------- | ----------- | --------------------------------------------------------------------- | ------------------ | -------------- | ---- |
| Schenkeplatz 5 | Gasthaus    | Gasthaus, verputzter Fachwerkbau mit Krüppelwalmdach; 2003 abgerissen | 094 50543          | Baudenkmal     |      |

### Silberhütte
| Lage                         | Bezeichnung | Beschreibung | Erfassungs- nummer | Ausweisungsart | Bild           |
| ---------------------------- | ----------- | --- | ------------------ | -------------- | -------------- |
| (Karte)                      | Graben      | Langer Graben | 094 50133          | Baudenkmal     | Graben         |
| westlich vor dem Ort (Karte) | Brücke      | zweifeldrige Segmentbogenbaubrücke aus Basaltschiefer, Keilstein 1826 im Scheitel mit Monogramm des Bauherren Herzog Alexius Friedrich Christian. Nach Selkehochwasser abgebrochen und 2002 neu errichtet. Keilstein wurde an der Ostseite eingearbeitet. |                    | Baudenkmal     | Weitere Bilder |

### Straßberg
| Lage                                     | Bezeichnung              | Beschreibung | Erfassungs- nummer | Ausweisungsart | Bild               |
| ---------------------------------------- | ------------------------ | --- | ------------------ | -------------- | ------------------ |
| Am Lindenberg 7 (Karte)                  | Hofanlage                | Hofanlage, vor allem Fachwerkbauten, Wohnhaus mit profilierter Stockschwelle und Balkenköpfen, Scheune im Obergeschoss ebenfalls Fachwerk, Untergeschoss mit verputztem Bruchstein; 2007 als Denkmal geführt, im Jahr 2015 nicht mehr als Denkmal gelistet, wobei jedoch auch keine Listung als ehemaliges Denkmal erfolgte.                                                              |                    | Baudenkmal     | Hofanlage          |
| Grundborn 89 (Karte)                     | Bauernhof                | Bauernhof mit Wohnhaus (Fachwerk mit Leiterbrüstung, Halber Mann, profilierte Stockschwelle) und Wirtschaftsgebäude, klassizistische Eingangstür, Kassettierung, Oberlicht; dazugehörig eine Fachwerkscheune des 18. Jahrhunderts; 2007 als Denkmal geführt, im Jahr 2015 nicht mehr als Denkmal gelistet, wobei jedoch auch keine Listung als ehemaliges Denkmal erfolgte.               |                    | Baudenkmal     | Bauernhof          |
| Hauptstraße 217 (alt 24) (Karte)         | Bauernhaus               | freistehendes Bauernhaus, zweigeschossiger Fachwerkbau mit rhythmisierter Fassade und profilierten Balkenköpfen sowie Füllhölzern an der Stockschwelle; 2007 als Denkmal geführt, im Jahr 2015 nicht mehr als Denkmal gelistet, wobei jedoch auch keine Listung als ehemaliges Denkmal erfolgte.                                                                                          |                    | Baudenkmal     | Bauernhaus         |
| Kirchstraße 29 (alt 91) (Karte)          | Pfarrhaus                | villenartiges Pfarrhaus, eingeschossig, massiv. Fachwerkgiebel im regionalen Stil mit Halber Mann, Knaggen, profilierten Füllhölzern; dazu religiöse Inschrift und Datierung am Schwellbalken; 2007 als Denkmal geführt, im Jahr 2015 nicht mehr als Denkmal gelistet, wobei jedoch auch keine Listung als ehemaliges Denkmal erfolgte.                                                   |                    | Baudenkmal     | Pfarrhaus          |
| Plan 227 (alt 15) (Karte)                | Gasthaus Lindenhof       | zentral gelegen. Zweieinhalb geschossig, Obergeschoss in Fachwerkbauweise, darüber Krüppelwalmdach, Verandavorbau um 1900; 2007 als Denkmal geführt, im Jahr 2015 nicht mehr als Denkmal gelistet, wobei jedoch auch keine Listung als ehemaliges Denkmal erfolgte. |                    | Baudenkmal     | Gasthaus Lindenhof |
| Rinkemühle 2 (Karte)                     | Wohnhaus                 | Wohnhaus, Entwurf: Ballenstedter Baurat Kurt Ehrlich, Bruchsteinsouterrain und Holzverschalung, Nebengebäude ähnlich, jedoch eingeschossig; 2007 als Denkmal geführt, im Jahr 2015 nicht mehr als Denkmal gelistet, wobei jedoch auch keine Listung als ehemaliges Denkmal erfolgte. |                    | Baudenkmal     | Wohnhaus           |
| Rödelbachtal                             | Rieschengraben           | Graben, Teich- und Grabensystem, erstmalige Erwähnung 1610 als Rödelbachgraben | 107 25035          | Baudenkmal     | Weitere Bilder     |
| Weidegasse 115 (Karte)                   | Bauernhaus               | Bauernhaus, schmuckloser zweigeschossiger Fachwerkbau, Freitreppe vor dem Eingang, Türrahmen bauzeitlich, Tordurchfahrt mit alten Torflügeln; 2007 als Denkmal geführt, im Jahr 2015 nicht mehr als Denkmal gelistet, aber weiterhin Bestandteil des Denkmalensembles "Ortskern" bestehend aus Weidegasse 107, 115, 121, wobei jedoch auch keine Listung als ehemaliges Denkmal erfolgte. |                    | Baudenkmal     | Bauernhaus         |
| Koordinaten fehlen! Hilf mit.            | Kunstteich Guter Nachbar | Kunstteich; 2007 als Denkmal geführt, im Jahr 2015 nicht mehr als Denkmal gelistet, wobei jedoch auch keine Listung als ehemaliges Denkmal erfolgte. |                    | Baudenkmal     |                    |
| nördlich der Ortslage auf dem Heidelberg | Trommelfördermaschine    | Trommelfördermaschine der deutschen Firma Krantz & Co (Nordhausen); 2007 als Denkmal geführt, im Jahr 2015 nicht mehr als Denkmal gelistet, wobei jedoch auch keine Listung als ehemaliges Denkmal erfolgte. |                    | Baudenkmal     |                    |

## Legende
In den Spalten befinden sich folgende Informationen:
- Lage: Nennt den Straßennamen und wenn vorhanden die Hausnummer des Kulturdenkmals. Die Grundsortierung der Liste erfolgt nach dieser Adresse. Der Link „Karte“ führt zu verschiedenen Kartendarstellungen und nennt die geographischen Koordinaten.
Link zu einem Kartenansichtstool, um Koordinaten zu setzen. In der Kartenansicht sind Baudenkmale ohne Koordinaten mit einem roten bzw. orangen Marker dargestellt und können in der Karte gesetzt werden. Baudenkmale ohne Bild sind mit einem blauen bzw. roten Marker gekennzeichnet, Baudenkmale mit Bild mit einem grünen bzw. orangen Marker.
- Offizielle Bezeichnung: Nennt den Namen, die Bezeichnung oder zumindest die Art des Kulturdenkmals und verlinkt, soweit vorhanden, auf den Artikel zum Objekt.
- Beschreibung: Nennt bauliche und geschichtliche Einzelheiten des Kulturdenkmals, vorzugsweise die Denkmaleigenschaften.
- Erfassungsnummer: Für jedes Kulturdenkmal wird in Sachsen-Anhalt eine 20stellige Erfassungsnummer vergeben. Die letzten zwölf Ziffern werden für die Untergliederung nach Teilobjekten genutzt und werden nur angegeben, soweit vergeben. In dieser Spalte kann sich folgendes Icon  befinden, dies führt zu Angaben zu diesem Baudenkmal bei Wikidata.
- Ausweisungsart: Die Einordnung des Denkmales nach § 2 Abs. 2 DenkmSchG LSA
- Bild: Ein Bild des Denkmales, und gegebenenfalls einen Link zu weiteren Fotos des Kulturdenkmals im Medienarchiv Wikimedia Commons. Wenn man auf das Kamerasymbol klickt, können Fotos zu Kulturdenkmalen aus dieser Liste hochgeladen werden: